# Sopka (oblast d'Arkhangelsk)
Sopka est un petit village isolé de l'okroug urbain de Severodvinsk, dans la région (Oblast) d'Arkhangelsk au nord-ouest de la Russie.

## Géographie
Le village de Sopka est situé sur la côte estivale de la mer Blanche, à 75 km d'Arkhangelsk et à 40 km de Severodvinsk.
Au sud-ouest du village se trouve le lac inférieur, traversé par la rivière Nenoksa.

## Population
Elle est en rapide déclin :
- 720 personnes en 2002[2] ;
- 510 personnes en 2010[3].

## Transports
Le village de Sopka est très isolé ; il n'est relié au reste du monde que par une ligne de chemin de fer, via Severodvinsk.
Le village de Sopka, tout comme le village proche de Nenoksa, est une zone fermée. Un laissez-passer est nécessaire pour y entrer.
Aucune route conduisant au village ne peut être utilisée toute l’année.

## Terrain d'entraînement de la marine
Ce terrain militaire, dépend de la base navale de la mer Blanche. 
Il s'agit d'un terrain d'entraînement créé en 1954, au début de la Guerre froide, pour tester les missiles balistiques, intercontinentaux notamment, et des systèmes de défense antiaérienne.
Le 22 juillet 1962, pendant la crise de Cuba, des exercices à grande échelle de la flotte du Nord étaient en cours. 
Le lancement sur cible du missile de croisière P-6 sur le site de Gridino a été visité par le président du Conseil des ministres de l'URSS, Nikita Khrouchtchev, ainsi qu'une délégation du gouvernement.
Durant un demi-siècle, de 1954 à 2004, 11 modifications de base et 13 modifications de systèmes de missiles ont été testées sur ce site d’essai ; 8 systèmes de missiles stratégiques, 10 systèmes de missiles anti-navires et 2 missiles guidés anti-aériens.
Environ 2 500 lancements de missiles balistiques et de missiles de croisière y ont été organisés.
Le 8 août 2019, sur une plate-forme d'essai de missile offshore (unité militaire 09703), une explosion s'est produite lors du test d'un système de propulsion de fusée (à propergol liquide selon les premières informations officielles). Cinq spécialistes de Rosatom ont été tués ainsi que deux membres du ministère de la Défense. On apprend ensuite que des radioisotopes étaient utilisés comme source d'énergie. L'accident a libéré un nuage radioactif perçu durant une demi-heure par les capteurs en place à Severodvinsk.